# Підпис
Пі́дпис

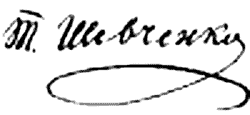
Підпис, або автоґраф Тараса Григоровича Шевченка

1. Дія за значенням підписати, підписувати.РМЕ
2. Прізвище або ініціали, написані власноручно під текстом, малюнком, картиною, як свідчення авторства або підтвердження чого-небудь.
3. Напис, текст на чому-небудь, під чимсь.

## Визначення підпису в українському законодавстві
Підпис — реквізит службового документа, який надає документу юридичної сили і свідчить про відповідальність особи за його зміст
Підпис (службового документа) (англ. autograph, countersign; рос. подпись) — реквізит службового документа, який свідчить про відповідальність особи за його зміст та є єдиний чи один з реквізитів, що надають документові юридичної сили
Підпис — один з реквізитів організаційно-розпорядчих документів, який складається з назви посади особи, яка підписує документ (повної, якщо документ надруковано не на бланку, скороченої — на документі, надрукованому на бланку), особистого підпису, ініціалу(-ів) і прізвища.

## Історія підпису
З одного боку, підпис існує протягом всієї історії слов'янської писемності (починаючи з рукописів XI—XII століття) — у всіх тих випадках, коли на документах ставили власноручний підпис із зазначенням імені того, хто писав. З іншого боку, тільки з початку XVI ст. (частково) та з кінця XVII ст. (відносно масово) бере початок створення «спеціального» самостійного графічного «малюнка» в написанні імені, прізвища (прізвиська) у записах, які потрібно було засвідчити.
Перший етап: XII—XVI ст. (устав та півустав).
Підпис існує формально. Тут швидше можна говорити не так про власне підпис, як про власноручний запис, що засвідчує особу. Проте вже з початку XVI століття у документах з'являються підписи за зразком грецького скоропису. Це були лігатури. Найчастіше трапляються в документах духовних осіб. Однак ця «мода на підпис» занепадає і далі не розвивається.
Другий етап: кінець XVI — перша половина XVIII ст. (скоропис).
Існують стабільні графічні особливості, які виділяють написання імені, прізвиська (повна буквена транскрипція) в документах. У закінченнях підписів простежуються розчерки у вигляді або простих дугових частин, або петель, або структурно складних систем елементів. Ці підписи орієнтовані на західноєвропейські зразки.
Третій етап: друга половина XVIII—XIX ст. (скоропис).
Цей період називаються «золотим століттям» слов'янського підпису. Велика різноманітність підписів, простежується чітка соціальна, професійна та культурна стратиграфія (поділ, різниця в написанні), що відбивається на конструкції підпису, характері розчерків.
Четвертий етап (з 20-х років XX ст.). 
З'являються підписи, які є скороченими варіантами прізвищ. Складаються з трьох-чотирьох букв прізвища і коротких, простих за конфігурацією розчерків.

## Значення підпису
І хоча абсолютно однакових підписів не буває, у них все-таки можна знайти спільні риси, які об'єднують їх з автоґрафами інших людей. А вони, ці риси, і дозволяють створювати психологічні портрети — що означає твій підпис.
Правила успішного тлумачення підписів:
- найкраще починати практику з підписів добре знайомих людей — попередні дані про них слугуватимуть своєрідною підказкою;
- спочатку слід аналізувати підпис за кожним фактором окремо, а потім, зіставляючи отримані дані, робити висновок;
- вміло застосовувати метод «логічних ланцюжків»: якщо за підписом точно визначена якась характеристика, а вона завжди пов'язана з іншою, яка прямо не виводиться з підпису, то сміливо можна назвати і другу характеристику;
- тренуватися слід регулярно і постійно.